# Liste der Straßen und Plätze in Hamburg-Nienstedten

Lage von Nienstedten in Hamburg und im Bezirk Altona (hellrot)

Die Liste der Straßen und Plätze in Hamburg-Nienstedten ist eine Übersicht der im Hamburger Stadtteil Nienstedten vorhandenen Straßen und Plätze. Sie ist Teil der Liste der Verkehrsflächen in Hamburg.

## Überblick
In Nienstedten (Ortsteilnummer 222) leben 7034 Einwohner (Stand: 31. Dezember 2023) auf 4,3 km². Nienstedten liegt in den Postleitzahlenbereichen 22609 und 22587.
In Nienstedten gibt es 70 benannte Verkehrsflächen, darunter ein Platz.

## Übersicht der Straßen
Die nachfolgende Tabelle gibt eine Übersicht über alle benannten Verkehrsflächen – Straßen, Plätze und Brücken – im Stadtteil sowie einige dazugehörige Informationen. Im Einzelnen sind dies:
- Name/Lage: aktuelle Bezeichnung der Straße, des Platzes oder der Brücke. Über den Link (Lage) kann die Straße, der Platz oder die Brücke auf verschiedenen Kartendiensten angezeigt werden. Die Geoposition gibt dabei ungefähr die Mitte an. Bei längeren Straßen, die durch zwei oder mehr Stadtteile führen, kann es daher sein, dass die Koordinate in einem anderen Stadtteil liegt.
- Straßenschlüssel: amtlicher Straßenschlüssel, bestehend aus einem Buchstaben (Anfangsbuchstabe der Straße, des Platzes oder der Brücke) und einer dreistelligen Nummer.
- Länge/Maße in Metern:
Hinweis: Die in der Übersicht enthaltenen Längenangaben sind nach mathematischen Regeln auf- oder abgerundete Übersichtswerte, die im Digitalen Atlas Nord[1] mit dem dortigen Maßstab ermittelt wurden. Sie dienen eher Vergleichszwecken und werden, sofern amtliche Werte bekannt sind, ausgetauscht und gesondert gekennzeichnet.
Bei Plätzen sind die Maße in der Form a × b bei rechteckigen Anlagen oder a × b × c bei dreiecksförmigen Anlagen mit a als längster Kante dargestellt.
Der Zusatz (im Stadtteil) gibt an, wie lang die Straße innerhalb des Stadtteils ist, sofern sie durch mehrere Stadtteile verläuft.
- Namensherkunft: Ursprung oder Bezug des Namens.
- Datum der Benennung: Jahr der offiziellen Benennung oder der Ersterwähnung eines Namens, bei Unsicherheiten auch die Angabe eines Zeitraums.
- Anmerkungen: Weitere Informationen bezüglich anliegender Institutionen, der Geschichte der Straße, historischer Bezeichnungen, Baudenkmale usw.
- Bild: Foto der Straße oder eines anliegenden Objektes.

| Name/Lage                                | Straßen- schlüssel | Länge/Maße (in Metern) | Namensherkunft | Datum der Benennung | Anmerkungen | Bild                                 |
| ---------------------------------------- | ------------------ | ---------------------- | --- | ------------------- | --- | ------------------------------------ |
| Am Hirschpark (Lage)                     | A247               | 0235                   | nach der Lage am Hirschpark                                                                                         | 1949                | Fußweg | Am Hirschpark                        |
| Am Internationalen Seegerichtshof (Lage) | A677               | 0200                   | nach der Lage am Internationalen Seegerichtshof                                                                     | 1996                | vor 1996 Teil der Georg-Bonne-Straße | Am Internationalen Seegerichtshof    |
| Am Klein Flottbeker Bahnhof (Lage)       | A705               | 0205                   | nach der Lage am S-Bahnhof Klein Flottbek                                                                           | 2005                | | Am Klein Flottbeker Bahnhof          |
| Am Wesselhoeftpark (Lage)                | A364               | 0105                   | nach der Lage am Wesselhoeftpark                                                                                    | 1960                | | Am Wesselhoeftpark                   |
| Am Westerpark (Lage)                     | A696               | 0285                   | nach der Lage am Westerpark                                                                                         | 2003                | | Am Westerpark                        |
| Appuhnstraße (Lage)                      | A454               | 0235                   | Carl Christian Johannes Appuhn (1853–1934), von 1887 bis 1922 Gemeindevorsteher in Klein Flottbek                   | 1953                | | Appuhnstraße                         |
| Baron-Voght-Straße (Lage)                | B078               | 1190 (im Stadtteil)    | Caspar Voght (1752–1839), Kaufmann und Sozialreformer                                                               | 1928                | nördlich der S-Bahn-Gleise in Groß Flottbek (östliche Straßenhälfte) und Osdorf (westliche Straßenhälfte), südlich westliche Straßenhälfte in Nienstedten, östliche Seite in Othmarschen | Baron-Voght-Straße                   |
| Baumschulenweg (Lage)                    | B108               | 0215                   | nach den dort gelegenen Baumschulen                                                                                 | 1928                | | Baumschulenweg                       |
| Beim Elbkurhaus (Lage)                   | B202               | 0105                   | nach der Lage am ehemaligen Elbkurhaus, das hier von 1908 bis 1938 stand                                            | 1956                | | Beim Elbkurhaus                      |
| Biesterfeldweg (Lage)                    | B313               | 0285                   | Wilhelm Ernst Biesterfeld (1880–1964), Hamburger Kaufmann                                                           | 1950                | | Biesterfeldweg                       |
| Blankeneser Kirchenweg (Lage)            | B387               | 0735                   | nach der Funktion von Blankenese zur Nienstedtener Kirche führend                                                   | 1928                | Am westlichen Ende 60 m Straße, sonst Fußweg durch den Hirschpark | Blankeneser Kirchenweg               |
| Blechschmidtstraße (Lage)                | B393               | 0245                   | Adolf Blechschmidt (1842–1923), Brauereibesitzer aus Elmshorn                                                       | 1951                | Blechschmidt lebte in Nienstedten, förderte Straßen- und Sielbau im Stadtteil und engagierte sich darüber hinaus sozial. | Blechschmidtstraße                   |
| Brandorffweg (Lage)                      | B555               | 0145                   | Johann Brandorff (1688–1777), Pastor; amtierte von 1721 bis 1767 in Nienstedten                                     | 1955                | | Brandorffweg                         |
| Chamissoweg (Lage)                       | C016               | 0115                   | Adelbert von Chamisso (1781–1838), Naturforscher und Dichter                                                        | 1936                | | Chamissoweg                          |
| Charlotte-Niese-Straße (Lage)            | C019               | 0150 (im Stadtteil)    | Charlotte Niese (1854–1935), Schriftstellerin und Dichterin                                                         | 1929                | nördlich der S-Bahn-Gleise in Osdorf | Charlotte-Niese-Straße (Nienstedten) |
| Christian-August-Weg (Lage)              | C028               | 0360                   | Christian August von Schleswig-Holstein-Sonderburg-Augustenburg (1798–1869)                                         | 1947                | | Christian-August-Weg                 |
| Christian-F.-Hansen-Straße (Lage)        | C090               | 0675                   | Christian Frederik Hansen (1756–1845), dänischer Architekt                                                          | 1997                | vor 1997 Teil der Georg-Bonne-Straße | Christian-F.-Hansen-Straße           |
| Conzestraße (Lage)                       | C048               | 0155                   | Alexander Conze (1831–1914), Archäologe und Hochschullehrer                                                         | 1947                | | Conzestraße                          |
| Cordsstraße (Lage)                       | C051               | 0250                   | Christian Cords (1855–1926), Gärtner und Grundeigentümer                                                            | um 1922             | | Cordsstraße                          |
| Dammannweg (Lage)                        | D024               | 0325                   | Gustav Dammann (1874–1935), Gemeindevertreter und stellvertretender Ortsvorsteher                                   | 1951                | Dammann war daneben Mitbegründer des Bauvereins der Elbgemeinden. | Dammannweg                           |
| Eduard-F.-Pulvermann-Weg (Lage)          | E342               | 0670                   | Eduard Pulvermann (1882–1944), Kaufmann und Springreiter                                                            | 2004                | Fußweg durch den Westerpark | Eduard-F.-Pulvermann-Weg             |
| Ehrenstieg (Lage)                        | E050               | 0120                   | Carl Lorenz von Ehren (1867–1948), Grundeigentümer                                                                  | 1931                | Von Ehren übernahm 1898 den elterlichen Betrieb, die Baumschule Lorenz von Ehren; Fußweg. | Ehrenstieg                           |
| Eichendorffstraße (Lage)                 | E056               | 0720                   | Joseph von Eichendorff (1788–1857), Lyriker und Schriftsteller                                                      | 1928                | | Eichendorffstraße                    |
| Elbchaussee (Lage)                       | E122               | 3180 (im Stadtteil)    | nach der Lage (zeitweise) parallel zur Elbe                                                                         | 1830                | Die Elbchaussee beginnt am Klopstockplatz und liegt zunächst bis Hohenzollernring komplett in Ottensen, westlich davon bis Lüdemanns Weg nur die südliche Straßenhälfte; die nördliche Straßenhälfte befindet sich in Othmarschen, ebenso komplett der weitere Verlauf bis Teufelsbrück; ab dort bis zur Kreuzung Mühlenberg/Manteuffelstraße/Schenefelder Landstraße liegt sie auf Nienstedtener Gebiet, weiter bis zum Ende führt sie durch Blankenese. | Elbchaussee (Höhe Elbschloßstraße)   |
| Elbhöhe (Lage)                           | E125               | 0240                   | nach der Lage auf dem Geestrücken                                                                                   | 1938                | | Elbhöhe                              |
| Elbschloßstraße (Lage)                   | E128               | 0260                   | nach der Lage an der ehemaligen Elbschloss-Brauerei                                                                 | um 1909             | | Elbschloßstraße                      |
| Elbschloßtreppe (Lage)                   | E281               | 0080                   | in Anlehnung an die Elbschloßstraße                                                                                 | 1969                | Fußweg | Elbschloßtreppe                      |
| Elbuferweg (Lage)                        | E132               | 3040                   | nach der Lage entlang der Elbe                                                                                      | 1936                | Fuß- bzw. Wanderweg | Elbuferweg                           |
| Elchweg (Lage)                           | E133               | 0120                   | frei gewählter Name nach der gleichnamigen Hirschart                                                                |                     | | Elchweg                              |
| Ferdinand-Ancker-Straße (Lage)           | F085               | 0205                   | Ferdinand Ancker (1837–1920), Kaufmann und Ziegeleibesitzer                                                         | vor 1928            | | Ferdinand-Ancker-Straße              |
| Franz-Gartmann-Treppe (Lage)             | F311               | 0120                   | Franz Gartmann (1875–1945), Fabrikant, Vorbesitzer des Geländes                                                     | 1970                | Fußweg | Franz-Gartmann-Treppe                |
| Hasselmannstraße (Lage)                  | H178               | 0275                   | Zacharias Hasselmann (1822–1886), von 1854 bis 1886 Pastor in Nienstedten                                           | 1928                | | Hasselmannstraße                     |
| Hermann-Renner-Stieg (Lage)              | H372               | 0140                   | in Anlehnung an die Hermann-Renner-Straße                                                                           | 1935                | Fußweg | Hermann-Renner-Stieg                 |
| Hermann-Renner-Straße (Lage)             | H373               | 0220                   | Hermann Renner (1863–1921), Kommerzienrat                                                                           | 1928/29             | | Hermann-Renner-Straße                |
| Hirschparktreppe (Lage)                  | H727               | 0080                   | nach Lage und Funktion vom Hirschpark zur Elbe führend                                                              | 1969                | Fußweg | Hirschparktreppe                     |
| Hirschparkweg (Lage)                     | H468               | 0210                   | nach der Lage am Hirschpark                                                                                         | 1929                | | Hirschparkweg                        |
| Humannstraße (Lage)                      | H683               | 0645                   | Carl Humann (1839–1896), Ingenieur, Architekt und Archäologe                                                        | 1947                | | Humannstraße                         |
| In de Bost (Lage)                        | I076               | 0615                   | nach dem Landhaus von Gottlieb Jenisch, das „De Bost“ genannt wurde                                                 | 1950                | | In de Bost                           |
| Jacobstreppe (Lage)                      | J115               | 0215                   | nach einer Familie Jacob, die seit 1791 das benachbarte Gelände besaß                                               | 1969                | Fußweg | Jacobstreppe                         |
| Jödeweg (Lage)                           | J121               | 0070                   | Fritz Jöde (1887–1970), Musikpädagoge                                                                               | 1977                | | Jödeweg                              |
| Jürgensallee (Lage)                      | J078               | 1430 (im Stadtteil)    | Friedrich Jürgens (1825–1903), Gärtner                                                                              | vor 1903            | östlich der Baron-Voght-Straße in Othmarschen | Jürgensallee                         |
| Kanzleistraße (Lage)                     | K061               | 0835                   | nach dem früheren Kanzleigut                                                                                        | 1928                | | Kanzleistraße                        |
| Karl-Jacob-Straße (Lage)                 | K075               | 0580                   | Karl-Louis Jacob (1828–1908), Inhaber des Restaurants „Jacob“                                                       |                     | | Karl-Jacob-Straße                    |
| Kurt-Küchler-Straße (Lage)               | K517               | 0440                   | Kurt Küchler (1883–1925), Journalist und Schriftsteller                                                             | 1928                | | Kurt-Küchler-Straße                  |
| Langenhegen (Lage)                       | L043               | 0445                   | nach einem Flurnamen                                                                                                | vor 1903            | | Langenhegen                          |
| Lepsiusweg (Lage)                        | L135               | 0150                   | Karl Richard Lepsius (1810–1884), Ägyptologe und Sprachforscher                                                     | 1956                | | Lepsiusweg                           |
| Ligusterweg (Lage)                       | L175               | 0305                   | nach dem gleichnamigen Ölbaumgewächs                                                                                | 1935                | | Ligusterweg                          |
| Lünkenberg (Lage)                        | L282               | 0200                   | nach einem Flurnamen (Lünken = Spatzen)                                                                             | vor 1903            | | Lünkenberg                           |
| Manteuffelstraße (Lage)                  | M033               | 0795                   | Edwin von Manteuffel (1809–1885), preußischer Generalfeldmarschall                                                  | 1928                | | Manteuffelstraße                     |
| Mühlenberg (Lage)                        | M314               | 0765                   | nach dem gleichnamigen früheren Ortsteil von Dockenhuden und Blankenese                                             | 1928                | westliche Straßenhälfte in Blankenese | Mühlenberg                           |
| Nettelhof (Lage)                         | N037               | 0275                   | nach einem Flurnamen                                                                                                | 1940                | | Nettelhof                            |
| Newmans Park (Lage)                      | N097               | 0345                   | Henry Louis Newman, Kaufmann, seit 1870 Eigentümer des Geländes                                                     | 1932                | | Newmans Park                         |
| Nienstedtener Marktplatz (Lage)          | N121               | 0195                   | nach Lage und Funktion im Stadtteil                                                                                 | 1928                | Kein Platz im herkömmlichen Sinne, sondern ein Straßenzug. | Nienstedtener Marktplatz             |
| Nienstedtener Straße (Lage)              | N122               | 0640                   | nach der Lage im Stadtteil                                                                                          | 1935                | | Nienstedtener Straße                 |
| Pikartenkamp (Lage)                      | P116               | 0215                   | Ambrosius Hinrich Pikarten, ab 1753 Hofbesitzer in Dockenhuden                                                      | 1956                | | Pikartenkamp                         |
| Quellental (Lage)                        | Q005               | 0815                   | nach einem dort liegenden Quellbecken                                                                               | 1928                | | Quellental (Hamburg-Nienstedten)     |
| Rupertistraße (Lage)                     | R374               | 1045                   | nach einer Familie Ruperti, Mitinhaber der Handelsfirma H. J. Merck & Co.                                           | 1949                | | Rupertistraße                        |
| Schanzkamp (Lage)                        | S135               | 0135                   | nach einer von den Dänen errichtete Schanze im Kampf gegen Hamburg                                                  | 1955                | | Schanzkamp                           |
| Schenefelder Landstraße (Lage)           | S145               | 0580 (im Stadtteil)    | Schenefeld, Stadt im Kreis Pinneberg in Schleswig-Holstein                                                          | 1928                | nördlich der S-Bahn-Brücke in Iserbrook, südlich der Brücke westliche Straßenhälfte in Blankenese, östliche in Nienstedten | Schenefelder Landstraße              |
| Schliemannstraße (Lage)                  | S211               | 0495                   | Heinrich Schliemann (1822–1890), Kaufmann und Archäologe                                                            | 1947                | | Schliemannstraße                     |
| Schulkamp (Lage)                         | S316               | 0225                   | nach der dort liegenden Schule                                                                                      | 1928                | | Schulkamp                            |
| Sieberlingstraße (Lage)                  | S425               | 0200                   | J. W. M. Gustav Sieberling (1851–1917), Gastwirt, der sich auch um das Gemeinwohl im Stadtteil verdient gemacht hat | 1951                | | Sieberlingstraße                     |
| Söbendieken (Lage)                       | S471               | 0250                   | nach einem Flurnamen                                                                                                | 1935                | niederdeutsch söben Dieken = sieben Teiche | Söbendieken                          |
| Sophie-Rahel-Jansen-Straße (Lage)        | S                  | 0365                   | Sophie Rahel Jansen (1862–1942), Schriftstellerin und Pionierin des neu organisierten Armenwesens                   | 2021                | Jansen wurde 1908 als erste Frau zur öffentlichen Armenpflegerin bestellt. Nach Erhalt des Deportationsbefehls nahm sie sich das Leben; vormals Georg-Bonne-Straße (siehe auch Abschnitt „Sonstiges“) | Sophie-Rahel-Jansen-Straße           |
| Stauffenbergstraße (Lage)                | S598               | 0325                   | Claus Schenk Graf von Stauffenberg (1907–1944), Wehrmachtsoffizier                                                  | 1963                | | Stauffenbergstraße                   |
| Teufelsbrück (Lage)                      | T234               | 0130 × 45              | Platz vor dem gleichnamigen Elbanleger                                                                              | 2003                | Über die Herkunft des Namens gibt der Artikel über Teufelsbrück detaillierte Auskunft. | Teufelsbrück (Hamburg-Nienstedten)   |
| Theresenweg (Lage)                       | T062               | 0115                   | frei gewählt nach dem weiblichen Vornamen                                                                           | 1932                | | Theresenweg                          |
| Thunstraße (Lage)                        | T077               | 0325                   | Carl Thun (1841–1938), von 1888 bis 1918 Pastor in Nienstedten                                                      | 1949                | | Thunstraße                           |
| Up de Schanz (Lage)                      | U036               | 1215 (im Stadtteil)    | nach einem Flurnamen                                                                                                | 1950                | niederdeutsch Up de Schanz = Auf der Schanze; nördlich der S-Bahn-Gleise in Osdorf | Up de Schanz                         |
| Weetenkamp (Lage)                        | W102               | 0180                   | nach einer Flurbezeichnung                                                                                          | 1928                | niederdeutsch Weetenkamp = Weizenfeld | Weetenkamp                           |
| Winckelmannstraße (Lage)                 | W305               | 0820                   | Johann Joachim Winckelmann (1717–1768), Archäologe und Kunstschriftsteller                                          | 1947                | | Winckelmannstraße                    |

## Sonstiges
1949 wurde die Georg-Bonne-Straße nach dem Mediziner Georg Bonne benannt. Wegen dessen Nähe zum Antisemitismus wurde bereits 1996 ein Teil der Straße in Am Internationalen Seegerichtshof und 1997 ein weiterer Abschnitt in Christian-F.-Hansen-Straße umbenannt. Im August 2021 beschloss der Hamburger Senat, auch das letzte Teilstück zwischen Nienstedtener Straße und Am Internationalen Seegerichtshof in Sophie-Rahel-Jansen-Straße umzubenennen.